# El misterio del cementerio
El misterio del cementerio, o la venganza de un hombre muerto, una historia de detectives (título original en inglés: The Mystery of the Grave-Yard or A Dead Man's Revenge, A Detective Story) es uno de los primeros cuentos escrito por H. P. Lovecraft en su etapa de juventud entre 1898 y 1899.
Publicado por primera vez en The Shuttered Room and Other Pieces, Arkham House (1959). Existe un manuscrito en la Biblioteca John Hay de la Universidad Brown.